# Grisel (Saragossa)
Grisel ist ein nordspanischer Ort und eine Gemeinde (municipio) mit 96 Einwohnern (Stand: 2024) im Nordwesten der Provinz Saragossa im Westen der Autonomen Region Aragonien. Der Ort gehört zur bevölkerungsarmen Serranía Celtibérica.

## Lage und Klima
Grisel liegt zu Füßen der maximal ca. 2315 m hohen Sierra de Moncayo etwa 100 km (Fahrtstrecke) westnordwestlich der Provinzhauptstadt Saragossa in einer Höhe von ca. 625 m. Das Klima ist gemäßigt bis warm; Regen (ca. 635 mm/Jahr) fällt mit Ausnahme der Sommermonate übers Jahr verteilt.

## Bevölkerungsentwicklung
| Jahr      | 1970 | 1981 | 1991 | 2001 | 2011 | 2021 |
| Einwohner | 109  | 58   | 59   | 64   | 71   | 83   |

## Sehenswürdigkeiten
- Himmelfahrtskirche ( Iglesia de Nuestra Señora de la Asunción )
- Burgruine aus dem 15. Jahrhundert

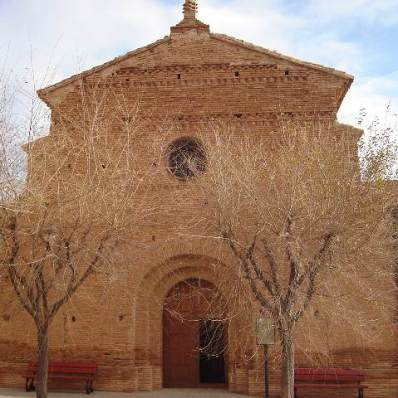
Himmelfahrtskirche
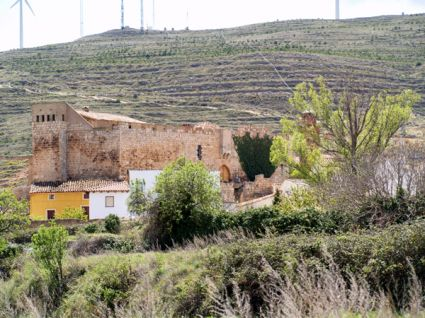
Reste der Burganlage